# Meriones crassus
Meriones crassus е вид гризач от семейство Мишкови (Muridae). Видът не е застрашен от изчезване.

## Разпространение и местообитание
Разпространен е в Алжир, Афганистан, Бахрейн, Египет, Западна Сахара, Израел, Йордания, Ирак, Иран, Кувейт, Либия, Мароко, Нигер, Обединени арабски емирства, Оман, Пакистан, Саудитска Арабия, Сирия, Судан, Тунис и Турция.
Обитава пустинни области, места с песъчлива почва, планини, възвишения и дюни в райони с тропически климат, при средна месечна температура около 21,9 градуса.

## Описание
На дължина достигат до 15 cm, а теглото им е около 69,9 g.
Продължителността им на живот е около 5,6 години.